# Luís Cabral
Luís Severino de Almeida Cabral (1931. április 11. – 2009. május 30.) bissau-guineai politikus, 1973 és 1980 között a független Bissau-Guinea első elnöke (hivatalosan az Államtanács elnöke). Alapítója volt a Guinea és a Zöld-foki Köztársaság függetlenségéért küzdő Afrika Pártnak (PAIGC). 1980-ban João Bernardo Vieira katonai puccsal döntötte meg hatalmát. Féltestvére volt Amílcar Cabral marxista ideológus és író.
Luís Cabral 2009. május 30-án halt meg száműzetésben a portugáliai Torres Vedrasban. A bissau-guineai törvényhozás közleménye szerint "a kormány és a nép megdöbbenéssel és szomorúan vette tudomásul a nemzet egyik legkiválóbb fiának, Luís Cabralnak halálát."